# デリカ (農業機械メーカー)
株式会社デリカ（英: DELICA CO., LTD.）は、長野県松本市にある農業機械メーカー。｢有機農業を応援する農業機械｣というキャッチコピーがある。

## 概要
- 1953年、株式会社デリカ機器製作所として創立。
- 1988年、株式会社デリカに改称され現在に至る。
- 2002年、ISO9001(2000E)　認証取得

## 営業拠点
- 本社：長野県松本市
- 営業所：栃木県栃木市、岡山県津山市、熊本県熊本市
- 出張所：秋田県秋田市

## 主要取引先
- 井関農機
- IHIシバウラ
- クボタ
- エムケー精工
- ヤンマー
- 三菱農機

など